# Borgarfjarðarhreppur
Borgarfjarðarhreppur is een gemeente in het oosten van IJsland in de regio Austurland. Het heeft 146 inwoners (in 2006) en een oppervlakte van 441 km². De grootste plaats in de gemeente is Bakkagerði met 103 inwoners (in 2005). In 1972 is de gemeente Loðmundarfjarðarhreppur bij deze gemeente gevoegd.
Seyðisfjarðarkaupstaður · Fjarðabyggð · Vopnafjarðarhreppur · Fljótsdalshreppur · Borgarfjarðarhreppur · Breiðdalshreppur · Djúpavogshreppur · Fljótsdalshérað · Hornafjörður